# Silginy
Silginy [ɕilˈɡEnɨ] (en alemán: Sillginnen) es un pueblo ubicado en el municipio (gmina) de Barciany, en el condado de Kętrzyn, voivodato de Varmia y Misura, Polonia. Según el censo de 2011, tiene una población de 161 habitantes.
Está situado al norte del país, aproximadamente a 11 kilómetros al noroeste de Barciany, a 23 kilómetros al noroeste de Kętrzyn y a 7 kilómetros al noreste de la capital regional, Olsztyn.
Antes de 1945, el área era parte de Alemania (Prusia Oriental).